# 앙투안 부르델

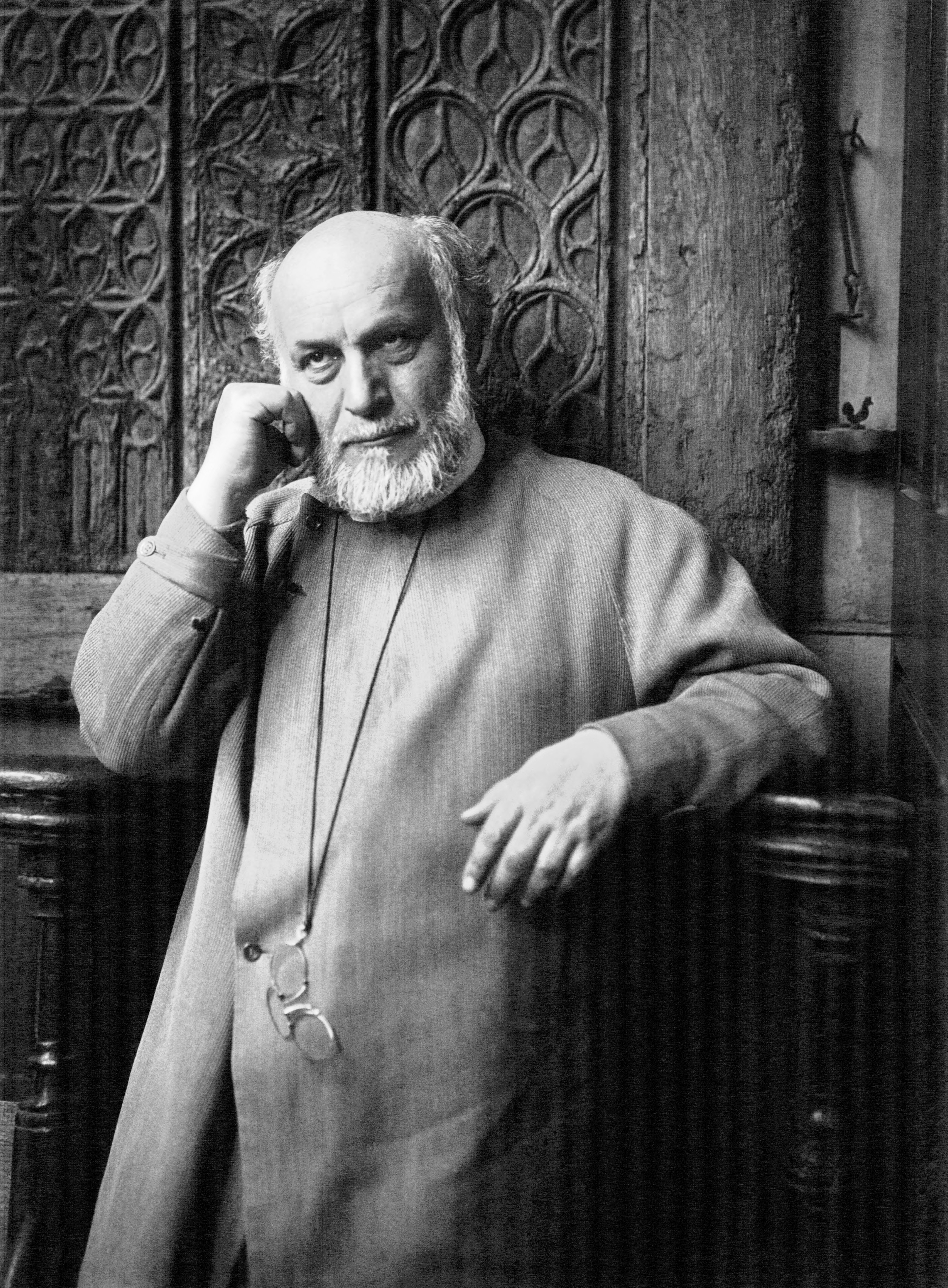

앙투안 부르델(Antoine Bourdelle, 1861년 10월 30일 ~ 1929년 10월 1일)은 프랑스의 조각가다.
몽토방에서 출생하였으며, 1885년 파리의 미술 학교에서 오귀스트 로댕에게 가르침을 받았다. 그는 독특한 자기의 작풍을 이룩하였는데, 조각 본래의 형체와 조각이 지닌 아름다움을 표현하였다. 그림과 데생에도 능하여 스케치·유화·파스텔 화도 많이 남겼다.
작품으로는 <죽은 병사의 기념비>, <활 쏘는 헤라클레스>, <베토벤 상>, <폴란드의 서사시> 등이 있다. 오귀스트 로댕·아리스티드 마욜과 함께 3대 거장으로 불린다.